# فولتا كاتالونيا 1913
فولتا كاتالونيا 1913 (بالإسبانية: Volta a Cataluña 1913)‏ هو سباق دراجات هوائية، وهو الموسم رقم 3 من السباق، وأقيم خلال الفترة 6 أغسطس 1913، وحتى 8 أغسطس 1913.
فاز فيه بالمركز الأول  Juan Martí ‏، وبالمركز الثاني  Antoni Crespo ‏، وبالمركز الثالث  غويلرمو أنطون ‏.

## الفائزون
| الترتيب | الفائز                |
| ------- | --------------------- |
| الفائز  | Joan Martí i Viñolas ‏ |
| الثاني  | Antoni Crespo ‏        |
| الثالث  | غويلرمو أنطون ‏        |